# Palazzo Galeotti
Il Palazzo Galeotti è un edificio storico di Pescia, nella provincia di Pistoia, in Toscana.
L'edificio è situato in piazza Santo Stefano ed è sede del museo civico.

## Storia
Il palazzo ha assunto l'attuale volumetria agli inizi del XVIII secolo, riunendo in un unico edificio tre strutture precedenti di origine medievale e rinascimentale, già appartenenti alla famiglia Galeotti, una delle più antiche famiglie nobiliari di Pescia, e un vicolo pubblico, localmente detto "cantino", che riuniva la via dei Forni alla piazza antistante la chiesa dei Santi Stefano e Niccolao.
Ultimo residente del palazzo fu Leopoldo Galeotti, avvocato e uomo politico del Granducato di Toscana e poi del neonato stato unitario, senatore del Regno. Alla sua morte, il Galeotti lasciò l'intero patrimonio, compreso il palazzo, a un'opera pia di promozione culturale, che prevedeva il rilascio di borse di studio a studenti meritevoli di umili origini.

## Descrizione
La facciata su via dei Forni presenta forme tardo rinascimentali, severe e composte, mentre il prospetto principale mostra influenze barocche. Il portale principale è in bugnato. Tutta la parte settentrionale del palazzo aveva funzioni di ricevimento e di rappresentanza.
Al pianterreno, lungo l'intero perimetro, sono stati aperti dei laboratori artigianali e un bar. Al primo piano, è presente un grande salone, esteso in altezza per un doppio volume e circondato da una balconata. Attorno, alcuni salottini e una camera con alcova. Al secondo piano, tre salette. I piani, oltre che dalla scala d'onore, sono uniti da un'altra scaletta di servizio. La parte meridionale del palazzo doveva essere invece d'uso e di servizio.

## Il museo civico
L'idea di raccogliere in un unico luogo «gli oggetti d'arte ignorati o dimenticati nelle chiese e nelle case del Comune» si deve a Cesare Stiavelli, poi concretizzata dal figlio Carlo. Nel settembre del 1894, fu inaugurato dal ministro Ferdinando Martini un piccolo museo, in alcune stanze di proprietà della Cassa di Risparmio, nel Palazzo Magnani. Nell'aprile 1898, la collezione, accresciuta in pochi anni, venne trasferita nel vicino Palazzo Galeotti per darle uno spazio più ampio. Per tre anni fu sede dell'Archivio di Stato.
Dopo una prolungata chiusura, dovuta a motivi di sicurezza, il museo è stato riaperto il 14 novembre 2020.
Nel museo è conservata la stampa Due Cani (1728) realizzata da Johann Elias Ridinger.